# 德拉克河畔尚
德拉克河畔尚（法語：Champ-sur-Drac，法語發音：[ʃɑ̃ syʁ dʁak]）是法国伊泽尔省的一个市镇，位于该省中南部，属于格勒诺布尔区。

## 地理
德拉克河畔尚（45°4'58"N, 5°44'3"E）面积8.92 平方千米，位于法国奥弗涅-罗讷-阿尔卑斯大区伊泽尔省，该省份为法国东南部内陆省份，北起顺时针与安省、萨瓦省、上阿尔卑斯省、德龙省、阿尔代什省、卢瓦尔省和罗讷省。
与德拉克河畔尚接壤的市镇（或旧市镇、城区）包括：雅里、瓦尔斯-阿利耶尔和里塞、维夫、梅萨日圣母村、圣乔治德科米耶。
德拉克河畔尚的时区为UTC+01:00、UTC+02:00（夏令时）。

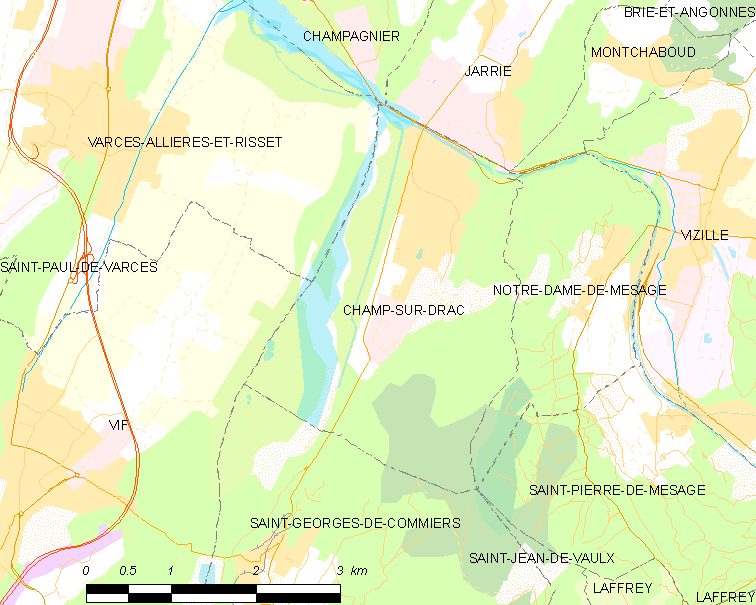
德拉克河畔尚的OSM定位图

## 行政
德拉克河畔尚的邮政编码为38560，INSEE市镇编码为38071。

## 政治
德拉克河畔尚所属的省级选区为勒蓬德克莱县。

## 人口

1962-2008年间德拉克河畔尚人口变化图示

德拉克河畔尚于2022年1月1日时的人口数量为3344人。